# Combatives
Combatives är ett modernt, renodlat självförsvarssystem med rötterna i Storbritannien. Systemet omfattar alla aspekter av självförsvar, laga befogenhetsvåld och närkamp. Målsättningen är att systemet skall vara så realistiskt, effektivt och lättlärt som möjligt. Alltså, att lära ut våldets kärna.
Core Combatives utvecklades och utvecklas av Mick Coup som genom sina erfareheter inom brittiska försvarsmakten, som livvakt och i krogdörren sammanställde vad som fungerar i våldskonflikter och hur det skall läras ut på enklast sätt. Systemet har få, men kärnfulla, tekniker. Därför uppfattas det av många vara förhållandevis enkelt att lära sig med kort inlärningsperiod.
Som utövare av Core Combatives tränar man med attacker, försvar mot hot och attacker stående, sittande och liggande. Man arbetar också mot vapen, mot flera gärningsmän, i mörker, i trånga utrymmen, bruk av egna vapen. I systemet igår också stresshantering och konflikthantering.
Core Combatives kom till Sverige först 2009.